# Elena Shalygina
Elena Shalygina est une lutteuse kazakhe née le 15 décembre 1986 à Chimkent.

## Palmarès

### Jeux olympiques
- Médaille de bronze en lutte féminine dans la catégorie des moins de 63 kg en 2008 à Pékin

### Championnats du monde
- Médaille d'argent en lutte féminine dans la catégorie des moins de 67 kg en 2010 à Moscou
- Médaille d'argent en lutte féminine dans la catégorie des moins de 63 kg en 2007 à Bakou
- Médaille de bronze en lutte féminine dans la catégorie des moins de 63 kg en 2009 à Herning

### Championnats d'Asie
- Médaille d'or en lutte féminine dans la catégorie des moins de 67 kg en 2012 à Gumi
- Médaille d'or en lutte féminine dans la catégorie des moins de 67 kg en 2009 à Pattaya
- Médaille d'argent en lutte féminine dans la catégorie des moins de 63 kg en 2007 à Bichkek
- Médaille d'argent en lutte féminine dans la catégorie des moins de 63 kg en 2006 à Almaty
- Médaille de bronze en lutte féminine dans la catégorie des moins de 63 kg en 2008 à Jeju

### Jeux asiatiques
- Médaille d'or en lutte féminine dans la catégorie des moins de 63 kg en 2010 à Canton